# Біблик Станіслав Олегович
Станіслав Олегович Біблик (нар. 17 серпня 2001, Єнакієве, Донецька область, Україна) — український та російський футболіст, нападник «Челябінська».

## Клубна кар'єра
Вихованець маріупольського клубу «Азовсталь-2». У 2014 році потрапив до структури донецького «Шахтаря». У сезоні 2018/19 років виступав за «Шахтар» U-19 в юніорському чемпіонаті України (18 матчів, 11 голів). Починаючи з наступного сезону, почав залучатися й до тренувань з молодіжним складом гірників (зіграв 3 матчі в молодіжному чемпіонаті України).
У січні 2020 року відправився в оренду до «Маріуполя». Спочатку грав за молодіжний склад «приазовців». Вперше до заявку на поєдинок Прем'єр-ліги України потрапив 14 березня 2019 року, проти «Дніпра-1». В Прем'єр-лізі України дебютував 14 березня 2020 року в програному (0:2) виїзному поєдинку 1-го туру проти «Олександрії». Станіслав вийшов на поле на 88-й хвилині, замінивши Андрія Кулакова. У січні 2022 року залишив «Акрон» і надалі грав за молодіжну команду «Шахтаря».
У серпні того ж року став гравцем клубу «Алустон-ЮБК» в чемпіонаті окупованого Криму.
Після того у лютому 2023 року переїхав до «Зірки» (Санкт-Петербург), ще за пів року — до «Челябінська» з Другої ліги.

## Кар'єра в збірній
Виступав за юнацькі збірні України різних вікових категорій.